# Yves Coppens
Yves Coppens (Vannes, 9 de agosto de 1934 – 22 de junho de 2022) foi um antropólogo francês famoso por ter participado da equipe que descobriu o fóssil de um Australopithecus afarensis fêmea batizado de Lucy.

## Carreira
Coppens se formou na Universidade de Rennes, onde estudou sobre geologia, zoologia e botânica, tendo iniciado sua carreira em 1956, trabalhando em diversas instituições, todas em Paris. Ele estudou hominídeos antigos e teve vários trabalhos publicados sobre este tema. Foi eleito professor titular da cadeira de antropologia do Museu Nacional de História Natural em 1980, e titular da cadeira de paleoantropologia e pré-história do Collège de France em 1983.
Coppens é um dos co-descobridores do Lucy, juntamente com Donald Johanson e Maurice Taieb, embora Richard Dawkins faça a seguinte observação no Conto do Antepassado: "Aliás, eu não sei o que fazer com o fato de que em sua França natal, Yves Coppens é amplamente citada como o descobridor de Lucy, mesmo como o "pai" de Lucy. No mundo de fala inglês, esta importante descoberta é universalmente atribuída a Donald Johanson." Esta confusão é porque Coppens era o diretor da expedição Hadar e assim responsável por todas as descobertas da expedição, enquanto Donald Johanson foi um dos participantes na expedição que encontrou o esqueleto de Lucy.
A "Teoria do Rift Valley", proposta e apoiada pelo primatologista holandês Adriaan Kortlandt, tornou-se mais conhecida quando foi mais tarde defendida por Coppens como o "East Side Story". No entanto, este paradigma foi contestado pela descoberta do Australopithecus bahrelghazali nomeado Abel e o Sahelanthropus tchadensis pela equipe de Michel Brunet em Toumai no Chade (2 500 km a oeste do vale do Rift).
O asteroide 172850 'Coppens', é nomeado em sua honra.
Coppens esteve no Brasil em 2013, onde proferiu cinco conferências, realizadas no Congresso Brasileiro de Cirurgia da Coluna Vertebral, em Florianópolis (três conferências); uma no Colégio Francês de São Paulo (Lycée Pasteur); e uma na Academia de Medicina de São Paulo.
Coppens morreu em 22 de junho de 2022, aos 87 anos de idade.

## Publicações
- [1983] Le Singe, l'Afrique et l'homme, Fayard, 1983 (ISBN 2-213-01272-5).
- [1992] Yves Coppens et Brigitte Senut, Origines de la bipédie, CNRS, 1992 (ISBN 2-222-04602-5).
- [Coppens, Reeves, Rosnay & Simonnet 1996] La Plus Belle Histoire du monde, Seuil, 1996 (ISBN 2-02-050576-2).
- [1999] Pré-ambules : les premiers pas de l'homme, Éditions Odile Jacob, 1999 (ISBN 2-7381-0936-5).
- [2000] Le Genou de Lucy : l'histoire de l'homme et l'histoire de son histoire, Éditions Odile Jacob, 2000 (ISBN 2-7381-0334-0).
- Grand entretien, 2001
- [Collectif 2001] Collectif, Les Origines de l'homme : réalité, mythe, mode, Artcom, 2001.
- [Pick & Coppens 2001] Pascal Pick et Yves Coppens, Aux origines de l'humanité, t. 1 : De l'apparition de la vie à l'homme moderne, Fayard, novembre 2001.
- [Pick & Coppens 2001] Pascal Pick et Yves Coppens, Aux origines de l'humanité, t. 2 : Le propre de l'homme, Fayard, novembre 2001.
- [2003] Berceaux de l'humanité. Des origines à l'Âge de bronze, Larousse, 2003.
- [2003] L'Odyssée de l'espèce, EPA, 2003 (ISBN 2-85120-604-4).
- [2004] Homo sapiens et l'enfant loup, Flammarion, 2004 (ISBN 2-08-162798-1).
- [2004] Chroniques d'un paléontologue, Éditions Odile Jacob, 2004 (ISBN 2-7381-1112-2).
- [2006] Histoire de l'homme et changements climatiques, Collège de France / Fayard, 2006 (ISBN 2-213-62872-6).
- [2009] Le Présent du passé. L'Actualité de l'histoire de l'Homme, Paris, Éditions Odile Jacob, 2009, 288 p., sur boos.google.com (ISBN 978-2-7381-1112-8).
- [2009] L'Histoire des singes. Yves Coppens raconte nos ancêtres, Paris, Éditions Odile Jacob, 2009, 64 p. (ISBN 978-2-7381-2299-5).
- [2010] Le Présent du passé au carré. La fabrication de la préhistoire, Paris, Éditions Odile Jacob, 2010, 224 p. (ISBN 978-2-7381-2476-0).
- [2010] Origines de l'homme. De la matière à la conscience, Paris, De Vive Voix, 2010.
- [2010] La Vie des premiers hommes, Paris, Éditions Odile Jacob, 2010 (ISBN 978-2-7381-2429-6).
- [2011] Pré-textes. L'homme préhistorique en morceaux, Paris, Éditions Odile Jacob, 2011, 400 p. (ISBN 978-2-7381-2645-0).
- [2013] Le Présent du passé au cube : Des nouvelles de la préhistoire, Paris, Éditions Odile Jacob, 2013, 216 p. (ISBN 978-2-7381-2779-2).
- [2014] Pré-ludes. Autour de l'homme préhistorique, Paris, Éditions Odile Jacob, 2014, 416 p. (ISBN 978-2-7381-3142-3).
- [2016] Des pastilles de préhistoire : Le présent du passé 4, Paris, Éditions Odile Jacob, 2016, 192 p. (ISBN 978-2-7381-3314-4).
- [2018] Origines de l'Homme, origines d'un homme : Mémoires, Paris, Éditions Odile Jacob, 2018, 461 p. (ISBN 978-2-7381-3605-3).
- [2020] Le Savant, le fossile et le prince. Du labo aux palais, Éditions Odile Jacob, 2020.

Ele também colaborou cientificamente, na escrita de vários romances pré-históricos de Pierre Pelot: série Sous le vent du monde, Gallimard; Le Nom perdu du soleil, Denoël, 1998; e Le Rêve de Lucy, Seuil, 1997.